# Паспорт гражданина Объединённых Арабских Эмиратов

Паспорт гражданина ОАЭ — официальный документ, выдающийся гражданам ОАЭ для удостоверения их личности и для поездок за границу.
Эмиратские паспорта, выданные с 11 декабря 2011 года, являются биометрическими паспортами.  ОАЭ являются вторым государством ССЗ (после Катара), выдавшим такие паспорта.
Стоимость эмиратского паспорта составляет 50 дирхамов ОАЭ (13,60 долларов США).
Действителен 5 лет после приобретения для кандидатов от 6 лет; 3 года для детей до 6 лет.

## История
До образования Объединенных Арабских Эмиратов в 1971 году каждый эмират, входящий в состав ОАЭ, выдавал собственные паспорта или проездные документы.  Эти документы были напечатаны как на арабском, так и на английском языках и часто содержали ссылку на эмират ОАЭ и его правящего шейха.

## Страны где разрешён безвизовый въезд и получение визы по прибытии

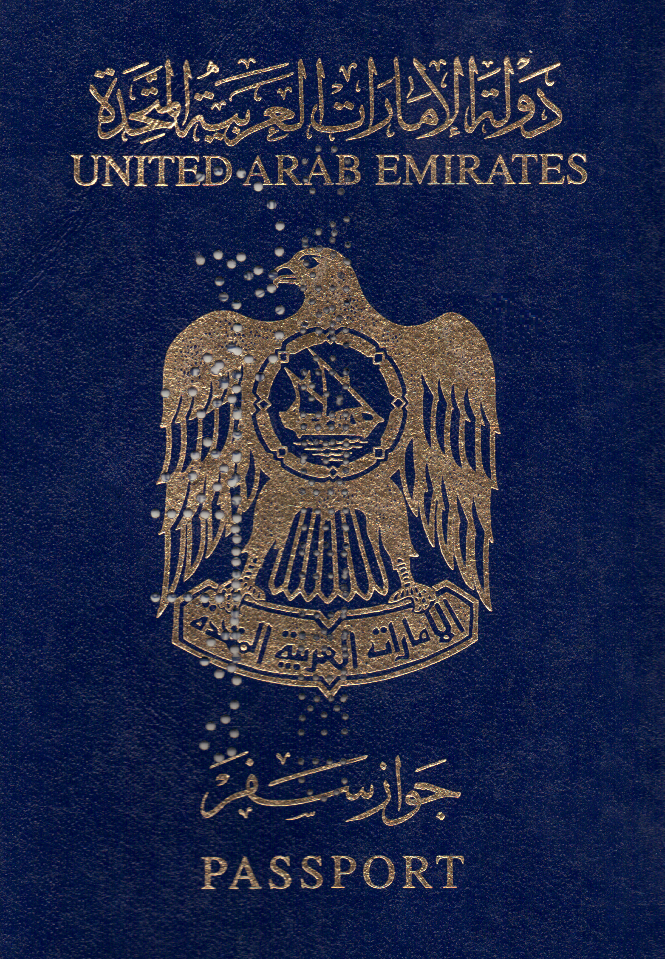
Паспорт старого образца, использовался до 2011)

Граждане ОАЭ не нуждаются в получении визы для въезда в страны ССАГПЗ и наоборот. Помимо этого, они имеют право получать работу в пределах этих стран. Однако в некоторых случаях при совершении гражданином ОАЭ правонарушения в какой-либо стране ССАГПЗ, он может быть депортирован.
Согласно рейтингу Passport Index, ежегодно сравнивающему паспорта 193 стран-членов ООН по числу государств, открытых для безвизового въезда, на первом месте в 2018 году оказались ОАЭ - обладатели такого паспорта могут въехать без визы или поставить её по прилёте в 167 странах мира.
В следующих странах граждане ОАЭ могут находиться без визы или получить её по прибытии:

### Африка
| Страны и территории  | Условия пребывания |
| -------------------- | --- |
| Бурунди              | виза выдаётся по прибытии Архивная копия от 7 марта 2020 на Wayback Machine |
| Кабо-Верде           | виза выдаётся по прибытии Архивная копия от 7 марта 2020 на Wayback Machine |
| Коморы               | Бесплатная 24-часовая транзитная виза выдается по прибытии в аэропорт. В течение 24 часов ее необходимо преобразовать в полную визу в иммиграционной службе в Морони. (оплачивается) Архивная копия от 7 марта 2020 на Wayback Machine |
| Джибути              | 1-месячная виза, выдаваемая по прибытии. Цена: DJF5,000 Архивная копия от 8 марта 2020 на Wayback Machine |
| Египет               | 3 месяцев Архивная копия от 7 марта 2020 на Wayback Machine |
| Гамбия               | В порту въезда выдается транзитный проездной на 24-72 часа. Ее необходимо преобразовать в полную визу сроком действия до 1 месяца в иммиграционном отделе Банжула (оплачивается). Архивная копия от 12 марта 2020 на Wayback Machine   |
| Кения                | 3 month виза выдаётся по прибытии for US$ 50 Архивная копия от 7 марта 2020 на Wayback Machine |
| Мадагаскар           | 90-day виза выдаётся по прибытии for MGA140,000 Архивная копия от 9 марта 2020 на Wayback Machine |
| Марокко              | 3 месяцев Архивная копия от 7 марта 2020 на Wayback Machine |
| Мозамбик             | 30-day виза выдаётся по прибытии for US$25 Архивная копия от 7 марта 2020 на Wayback Machine |
| Сейшелльские Острова | 1 month Архивная копия от 7 марта 2020 на Wayback Machine |
| Танзания             | 3 month виза выдаётся по прибытии for US$50 Архивная копия от 7 марта 2020 на Wayback Machine |
| Того                 | 7-day виза выдаётся по прибытии for XOF35,000 Архивная копия от 9 марта 2020 на Wayback Machine |
| Тунис                | 3 месяцев Архивная копия от 7 марта 2020 на Wayback Machine |
| Уганда               | 3 month виза выдаётся по прибытии for US$50 Архивная копия от 7 марта 2020 на Wayback Machine |
| Замбия               | 3 month виза выдаётся по прибытии for US$50 Архивная копия от 7 марта 2020 на Wayback Machine |
| Зимбабве             | 3 month виза выдаётся по прибытии for US$50 Архивная копия от 7 марта 2020 на Wayback Machine |

### Америки
| Страны и территории      | Условия пребывания                                          |
| ------------------------ | ----------------------------------------------------------- |
| Колумбия                 | 3 месяцев Архивная копия от 7 марта 2020 на Wayback Machine |
| Доминиканская Республика | 21 дней Архивная копия от 8 марта 2020 на Wayback Machine   |
| Эквадор                  | 90 дней Архивная копия от 8 марта 2020 на Wayback Machine   |
| Гаити                    | 3 месяцев Архивная копия от 8 марта 2020 на Wayback Machine |
| Никарагуа                | 3 месяцев Архивная копия от 7 марта 2020 на Wayback Machine |
| Сент-Китс и Невис        | 3 месяцев                                                   |
| Сент-Винсент и Гренадины | 1 month Архивная копия от 7 марта 2020 на Wayback Machine   |
| Теркс и Кайкос           | 30 дней Архивная копия от 7 марта 2020 на Wayback Machine   |

### Азия
| Страны и территории | Условия пребывания                                                                                     |
| ------------------- | --- |
| Армения             | 120-дневная виза выдаётся по прибытии за AMD 15,000                                                    |
| Азербайджан         | 30-дневная виза выдаётся по прибытии за US$100                                                         |
| Бахрейн             | неограниченно (GCC) Архивная копия от 7 марта 2020 на Wayback Machine                                  |
| Бангладеш           | 90-дневная виза выдаётся по прибытии за US$50                                                          |
| Бруней              | 30 дней Архивная копия от 7 марта 2020 на Wayback Machine                                              |
| Камбоджа            | 90-дневная виза выдаётся по прибытии. Цена: US$50 Архивная копия от 7 марта 2020 на Wayback Machine    |
| Грузия              | 3 месяцев                                                                                              |
| Гонконг             | 1 месяц Архивная копия от 8 марта 2020 на Wayback Machine                                              |
| Индонезия           | 30-дневная виза выдаётся по прибытии Архивная копия от 7 марта 2020 на Wayback Machine                 |
| Иран                | 15-дневная виза выдаётся по прибытии                                                                   |
| Иордания            | 1 месяц Архивная копия от 7 марта 2020 на Wayback Machine                                              |
| Кувейт              | неограниченно (GCC) Архивная копия от 7 марта 2020 на Wayback Machine                                  |
| Лаос                | 30-дневная виза выдаётся по прибытии. Цена: US$30 Архивная копия от 7 марта 2020 на Wayback Machine    |
| Ливан               | 3 месяцев Архивная копия от 7 марта 2020 на Wayback Machine                                            |
| Макао               | 30-дневная виза выдаётся по прибытии Архивная копия от 7 марта 2020 на Wayback Machine                 |
| Малайзия            | 3 месяцев                                                                                              |
| Мальдивы            | 30 дней Архивная копия от 7 марта 2020 на Wayback Machine                                              |
| Непал               | 60-дневная виза выдаётся по прибытии Архивная копия от 9 марта 2020 на Wayback Machine                 |
| Оман                | неограниченно (GCC) Архивная копия от 7 марта 2020 на Wayback Machine                                  |
| Филиппины           | 21 дней Архивная копия от 7 марта 2020 на Wayback Machine                                              |
| Катар               | неограниченно (GCC)                                                                                    |
| Саудовская Аравия   | неограниченно (GCC) Архивная копия от 7 марта 2020 на Wayback Machine                                  |
| Сингапур            | 30 дней Архивная копия от 7 марта 2020 на Wayback Machine                                              |
| Республика Корея    | 30 дней Архивная копия от 8 марта 2020 на Wayback Machine                                              |
| Шри-Ланка           | 30 дней Архивная копия от 8 марта 2020 на Wayback Machine                                              |
| Сирия               | 3 месяцев Архивная копия от 7 марта 2020 на Wayback Machine                                            |
| Таиланд             | 30 дней Архивная копия от 7 марта 2020 на Wayback Machine                                              |
| Восточный Тимор     | 30-дневная виза, получаемая по прибытии. Цена: US$30 Архивная копия от 7 марта 2020 на Wayback Machine |
| Йемен               | 3 месяцев                                                                                              |
| Турция              | 3-месячная виза, по прибытии (pre-issued visa will be required from Nov 1, 2009)                       |

### Европа
| Страны и территории | Условия пребывания                                           |
| ------------------- | ------------------------------------------------------------ |
| Косово              | 90 дней Архивная копия от 2 сентября 2017 на Wayback Machine |

### Океания
| Страны и территории           | Условия пребывания                                        |
| ----------------------------- | --------------------------------------------------------- |
| Острова Кука                  | 31 дней Архивная копия от 7 марта 2020 на Wayback Machine |
| Федеративные Штаты Микронезии | 30 дней Архивная копия от 8 марта 2020 на Wayback Machine |
| Новая Зеландия                | 90 дней Архивировано 12 января 2013 года.                 |
| Ниуэ                          | 30 дней Архивная копия от 7 марта 2020 на Wayback Machine |
| Палау                         | 30 дней Архивная копия от 7 марта 2020 на Wayback Machine |
| Самоа                         | 60 дней Архивная копия от 7 марта 2020 на Wayback Machine |
| Тувалу                        | 1 месяц Архивная копия от 7 марта 2020 на Wayback Machine |